# Ophiorrhiza kingiana
Ophiorrhiza kingiana är en måreväxtart som beskrevs av Henry Nicholas Ridley. Ophiorrhiza kingiana ingår i släktet Ophiorrhiza och familjen måreväxter. Inga underarter finns listade i Catalogue of Life.